# Sulfeto de zinco
Sulfeto de zinco (ou, arcaicamente, sulfureto de zinco) é um composto químico com a fórmula química ZnS. Sulfeto de zinco é um pó ou cristal de cor branca a amarelada. É tipamente encontrado na forma mais estável cúbica, conhecido também como o mineral esfalerita. A forma hexagonal é também conhecida mas como um material sintético e como o mineral wurtzita. Tanto a esfalerita quanto a wurtzita são semicondutores intrínsecos de gap de energia largo. A forma cúbica tem um gap de energia de 3.54 eV a 300 K enquanto a forma hexagonal tem um gap de energia de 3.91 eV.
Uma transição da forma esfalerita para a forma wurtzita ocorre em torno de 1293.15 K. No entanto, com a diminuição do tamanho de partícula, a estabilidade relativa destas duas fases muda e tem sido reportado a síntese da forma wurtzita em temperaturas relativamente baixas.  A esfalerita funde a 1991 K. Ela tem uma entalpia de formação padrão de −204.6 kJ mol−1 a 298 K.

## Aplicações
ZnS foi usado por Ernest Rutherford e outros nos primeiros anos da física nuclear como o detetor de cintilância, porque emite luz por excitação causada por raios X ou feixe de elétrons, fazendo-o útil para telas de raio X e tubo de raios catódicos. Ele também exibe fosforescência devido às impurezas, na iluminação com luz azul ou ultravioleta.
Sulfeto de zinco, com adição de poucas ppm do ativador apropriado, é usado como anteparo fosforescente em muitas aplicações, de tubos de raios catódicos de emissores de raio X aos produtos tipo glow-in-the-dark ("brilhante no escuro"). Quando prata é usada como o ativador, a cor resultante é azul brilhante, com máximo em 450 nm. Manganês rende uma cor vermelho-alaranjada ao redor de 590 nm. Cobre fornece o tempo mais longo para o fulgor e a cor esverdeada incandescente escura glow-in-the-dark familiar. Sulfeto de zinco "dopado" com cobre (ZnS+Cu) é também usado em painéis eletroluminescences.
O sulfeto de zinco é usado também em equipamentos óticos no espectro do infravermelho, transmitindo em visível comprimento de ondas acima de 12 micrômetros. Pode ser planar, usado como janela ótica ou na forma de lentes. É feito como folhas microcristalinas pela síntese do gás H2S e de vapor de zinco e vendido enquanto grau "FLIR (Forward Looking IR) ZnS", uma forma visivelmente opaca leitosa pálida do amarelo. Este material quando produzido pelo processo HIPed pode ser convertido a uma forma cristalina conhecida Cleartran (marca registrada). As formas comerciais avançadas foram introduzidas no mercado como Irtran-2 mas esta designação é agora obsoleta.
Pode ser dopado como semicondutor tipo n e semicondutor tipo p, que é incomum para semicondutores de II-VI. ZnS é um sólido covalentemente ligado.

## Produção
Pode ser facilmente produzido em laboratório, pela reação do zinco com o enxofre, os quais, após entrarem em ignição, resultam após a extinção em sulfeto de zinco, mas tal reação pode ser muito perigosa.